# Thomas Walsingham
Thomas Walsingham (Walsingham, ? – Norfolk, 1422 körül) latin nyelven író középkori angol krónikás. Hasonlóan Matthew Parishez, ő is a St Albans kolostorban működött, mely kolostor híres volt történetíróiról. Fő műve a Chronicon Angliæ, mely elsőrangú forrás II. Richárd, IV. Henrik és V. Henrik uralmának eseményeihez, illetve Wat Tyler és John Wycliffe működéséhez.

## Élete és működése
Neve alapján ítélve, valószínűleg Norfolk tartományban született. Művének utalásából az derül ki, hogy fiatalon lépett be a
bencésekhez St Albansban. A bencések szoros kapcsolatot ápoltak Oxforddal, ahol elsősorban a Gloucester College-t látogatták – 
valószínű, hogy Wasingham is itt tanult. 1394 és 96 között a Wymondham Abbey priorja volt. Ezeket leszámítva egész életét a
st. Albans kolostorban töltötte, ahol a scriptorium, azaz az írócsarnok felügyeletét látta el. Emellett a precentor 
tisztét is ellátta, azaz az énekeseket is felügyelte.
1388-ra készítette el Chronica Majora nevű krónika-kompilációját. Miután visszatért a Wymondham apátságból, 1419. körül 
készítette el az Ypodigma Neustriæ (A normandiai események bemutatása) című művét, melyet V. 
Henrik angol királynak ajánlott. Historia Anglicana című művében 1422-ig vezeti el az események fonalát. Ezt követően 
semmi bizonyosat nem lehet róla tudni.

## Fordítás
Ez a szócikk részben vagy egészben  a   Thomas Walsingham című angol Wikipédia-szócikk ezen változatának fordításán alapul.  Az eredeti cikk szerkesztőit annak laptörténete sorolja fel. Ez a jelzés csupán a megfogalmazás eredetét és a szerzői jogokat jelzi, nem szolgál a cikkben szereplő információk forrásmegjelöléseként.

## Magyar nyelvű forrás
- Szántó Konrád: A katolikus egyház története. Budapest: Ecclesia. 1987.  ISBN 9633634814
- Klaniczay Gábor (szerk.): Európa ezer éve: a középkor I-II. Budapest: Osiris. 2005.  ISBN 9633898196
- Krónikások – krónikák I-II. (I.: Róma utódai, V-X. század, II.: Az új évezredben, XI-XIII. század), Gondolat Kiadó, Budapest, 1960, 397 p